# Zhangdian (sockenhuvudort i Kina, Liaoning Sheng, lat 41,82, long 124,04)
Zhangdian är en sockenhuvudort i Kina. Den ligger i provinsen Liaoning, i den nordöstra delen av landet, omkring 53 kilometer öster om provinshuvudstaden Shenyang. Antalet invånare är 2 834. Befolkningen består av 1 325 kvinnor och 1 509 män. Barn under 15 år utgör 3,0 %, vuxna 15-64 år 85 %, och äldre över 65 år 10,0 %.
Runt Zhangdian är det ganska tätbefolkat, med 90 invånare per kvadratkilometer. Närmaste större samhälle är Fushun, 10,7 km väster om Zhangdian. Trakten runt Zhangdian består till största delen av jordbruksmark.
Genomsnittlig årsnederbörd är 1 120 millimeter. Den regnigaste månaden är juli, med i genomsnitt 254 mm nederbörd, och den torraste är januari, med 9 mm nederbörd.